# Gadolinio
Il gadolinio è l'elemento chimico di numero atomico 64 e il suo simbolo è Gd.

## Caratteristiche
Il gadolinio è un metallo delle terre rare ha aspetto bianco-argenteo, è duttile e malleabile. Si cristallizza a temperatura ambiente in una forma α esagonale compatta; scaldato a 1508 K si trasforma in una forma cristallina β cubica a corpo centrato.
A differenza degli altri lantanoidi, il gadolinio è relativamente stabile all'aria, purché secca. In presenza di umidità, si copre rapidamente del proprio ossido che, scrostandosi, espone all'attacco nuove superfici di metallo vivo. Reagisce lentamente con l'acqua e si scioglie negli acidi diluiti.
Il gadolinio ha la sezione d'urto verso la cattura di neutroni termici più alta di qualsiasi materiale noto (49 000 barn), ma ha anche un'elevata velocità di esaurimento, che ne limita l'utilità come materiale di fabbricazione delle barre di controllo dei reattori nucleari.
Il gadolinio è ferromagnetico sotto 19,3 °C (la più alta temperatura di Curie tra i lantanidi ferromagnetici).

## Applicazioni
Il gadolinio viene usato per produrre granati all'ittrio-gadolinio, utilizzati nei dispositivi a microonde; sali di gadolinio sono impiegati anche per produrre fosfori per i televisori a colori.
Lo ione Gd3+ è paramagnetico, perché ha 7 elettroni spaiati nell'orbitale 4f (il che rende conto della sensazionale stabilità dello ione); è quindi usato in soluzione, complessato da leganti ciclici poliamminopolicarbossilici, come mezzo di contrasto intravenoso nell'imaging a risonanza magnetica a scopo diagnostico.
Il gadolinio viene inoltre usato per la produzione di compact disc e di dispositivi di memoria per computer. Trova infine impiego anche in sistemi di spegnimento di emergenza in reattori nucleari, in special modo in reattori di tipo CANDU, per la sua elevata sezione di cattura dei neutroni termici.
Il gadolinio possiede insolite proprietà metallurgiche; per semplice addizione dell'1% di gadolinio al ferro, al cromo ed alle loro leghe, ne migliora la lavorabilità e la resistenza alle alte temperature ed all'ossidazione.
L'elevato momento magnetico del gadolinio e la sua bassa temperatura di Curie, vicina alla temperatura ambiente, rende il gadolinio idoneo alla realizzazione di sensori magnetici di temperatura.

## Storia
Nel 1880, il chimico svizzero Jean Charles Galissard de Marignac osservò le linee spettrali del gadolinio in campioni di didimio e di gadolinite. Fu poi il francese Paul Émile Lecoq de Boisbaudran a separare la gadolinia (ovvero l'ossido di gadolinio(III)) dall'ittria di Mosander nel 1886. L'elemento puro è stato isolato nel 1904 da Georges Urbain e H. Lacombe.
Come il minerale gadolinite, il gadolinio deve il suo nome al chimico e geologo finlandese Johan Gadolin.

## Ruolo biologico
Il gadolinio non ha alcun ruolo biologico noto.

### Biochimica del gadolinio
Come ione Gd3+, il gadolinio è un acido di Lewis duro e ennacoordinato, caratteristica che lo rende eccezionalmente affine a basi come OH−. La prima rende conto della difficoltà di lavorazione metallorganica dello ione in soluzione, la seconda della sua tossicità: a pH fisiologico e in presenza di fosfati liberi, precipita come idrossido (gelatinoso incolore) e come fosfato (bianco polveroso). I complessi carichi vengono eliminati con le urine, e non attraversano la barriera ematoencefalica integra, ma solo se è interrotta o alterata nella sua permeabilità (lesioni neoplastiche, demielinizzazioni recenti, flogosi); anche per questo sono utilizzati come mezzo di contrasto in risonanza magnetica.

### Mezzo di contrasto per MRI
La presenza di un centro paramagnetico influenza i tempi di riallineamento del vettore magnetizzazione dei protoni dell'acqua, la cui risonanza è misurata nella MR a scopo diagnostico. Dal momento che le lesioni neoplastiche sono più ricche di acqua rispetto alle zone circostanti e che il mezzo di contrasto tende a stabilirvisi, qui è generato un segnale più intenso rispetto al tessuto sano.
Sono molti i fattori che influenzano l'efficacia del mezzo di contrasto; essi cambiano la loro influenza sulla relassività dei protoni a seconda della posizione del protone stesso rispetto al centro paramagnetico (sfera interna o coordinazione diretta; sfera esterna o interazioni non covalenti). Ne ricordiamo due: la distanza protone-Gd (più breve è la distanza e più velocemente il vettore magnetizzazione si riorienterà), il tempo di vita dell'acqua legata (più protoni subiscono l'influenza diretta del Gd, più saranno i vettori riorientati rapidamente).
Per questo sono stati messi a punto leganti azamacrociclici poliamminopolicarbossilici che, con una cinetica lentissima, riescono a complessare 8 dei 9 siti di coordinazione dello ione. Portano però problemi di ingombro sterico, rendendo talvolta difficilmente accessibile l'unica molecola d'acqua di coordinazione. Il capostipite è il DOTA (come sale megluminico dell'acido gadoterico), con i suoi derivati liposomiali, come il DOTA.DSA, che hanno una funzione con una doppia coda lipofila, simile a quella dei fosfolipidi.
Un altro tipo di leganti utilizzati sono il DTPA (acido dietilen-triamino-pentacetico o acido pentetico) a formare il Gd-DTPA (sale dimegluminico dell'acido gadopentetico). Dal DTPA si giunge ai suoi derivati, come il MS-325, contenenti una struttura lipofila.

## Disponibilità
Il gadolinio in natura non si trova allo stato nativo, ma solo combinato in minerali quali la gadolinite, la monazite e la bastnasite.
Viene preparato per scambio ionico ed estrazione in solvente, oppure per riduzione del suo fluoruro anidro con calcio metallico.
La produzione annuale di Gadolinio è di circa 400 tonnellate, concentrata soprattutto in Cina, Stati Uniti, Brasile, Sri Lanka, India e Australia con riserve ritenute di poco maggiori a un milione di tonnellate. 

## Composti
Tra i composti del gadolinio si annoverano:
- fluoruri: GdF3
- cloruri: GdCl3
- bromuri: GdBr3
- ioduri: GdI3
- ossidi: Gd2O3
- solfuri: Gd2S3
- nitruri: GdN

## Isotopi
Il gadolinio in natura si presenta come una miscela di 5 isotopi stabili, 154Gd, 155Gd, 156Gd, 157Gd, 158Gd, e di due radioattivi, 152Gd e 160Gd. 158Gd è il più abbondante (24,84%).
Del gadolinio sono stati individuati 30 isotopi radioattivi, di cui il più stabile è 160Gd (con un'emivita di 1,3×1021 anni), 152Gd (1,08×1014 anni) e 150Gd (1,79×106 anni). Tutti gli altri hanno emivite inferiori a 74,7 anni e la maggior parte di essi inferiore a 24,6 secondi. Sono inoltre noti 4 stati metastabili, i cui più stabili sono 143mGd (emivita: 110 secondi), 145mGd (85 secondi) e 141mGd (24,5 secondi).
La principale modalità di decadimento per gli isotopi più leggeri di 158Gd è la cattura elettronica con conversione in isotopi dell'europio; per quelli più pesanti è il decadimento beta con conversione in isotopi del terbio.

## Precauzioni
Analogamente agli altri lantanidi, i composti del gadolinio sono considerati a tossicità medio-bassa, benché la loro tossicità non sia stata ancora studiata in dettaglio. I sali di gadolinio sono irritanti della cute e delle mucose. Per la sua tossicità, quando è usato come mezzo di contrasto paramagnetico in risonanza magnetica, viene legato a un composto chelante.
Nel 2007 i produttori di mezzi di contrasto a base di gadolinio hanno reso noto al personale sanitario importanti revisioni riguardanti la prescrizione di questi prodotti apportate dalla Food and Drug Administration per l'impiego nella risonanza magnetica per immagini (MRI): segnalazioni successiva al loro utilizzo hanno mostrato che l'uso di questi agenti aumenta, fino al 4% e a prescindere da sesso, razza o età, il rischio di sviluppare una grave condizione medica, chiamata fibrosi nefrogenica sistemica nei pazienti con insufficienza renale grave, acuta o cronica (velocità di filtrazione glomerulare <30 ml/min/1,73 m³) e nei pazienti con disfunzione renale dovuta a sindrome epato-renale nel periodo perioperatorio del trapianto di fegato.
La fibrosi nefrogenica sistemica conduce ad eccessiva formazione di tessuto connettivo a livello della cute e degli organi interni, è una malattia progressiva e può essere debilitante, con esito talora fatale.
Nel 2010 l'FDA, avendo ricevuto la segnalazione di più di 250 casi di fibrosi nefrogenica sistemica dopo somministrazione dei mezzi di contrasto basati sul gadolinio, ha vietato l'uso di tre tipi di agenti a base di gadolinio (Magnevist, Omniscan e Optimark) nell'ambito di malattie renali..
Anche l'Agenzia italiana del farmaco, al pari della Food and Drug Administration statunitense, segnala fibrosi nefrogenica dopo somministrazione di gadolinio.